# Periferia del Egeo Septentrional
La periferia del Egeo Septentrional (en griego: Περιφέρεια Βορείου Αιγαίου, romanizado: Periféreia Voreíou Aigaíou) es una de las trece periferias de Grecia. Comprende la totalidad de las islas del norte del mar Egeo excepto Samotracia que pertenece a la periferia de Macedonia Oriental y Tracia e Imbros y Tenedos que pertenecen a Turquía. Su superficie es de 3.838 km² y su población de alrededor de 199.231 habitantes. Su capital es Mitilene y está situada en la isla de Lesbos.

## Administración
La prefectura del Egeo Septentrional fue establecida por la reforma administrativa de 1987. Luego del plan Calícrates de 2010, los poderes se extendieron y ampliaron. Junto con la periferia de Egeo Meridional es supervisada por la Administración Descentralizada del Egeo con sede en El Pireo, aunque la capital es Mitilene.
Previo a la reforma, la región comprendía tres prefecturas: Samos, Quíos y Lesbos. A partir de 2011, la nueva división incluye las siguientes:
- Icaria
- Lesbos
- Lemnos
- Quíos
- Samos

El gobernador de la prefectura desde el 1 de enero de 2011 es Athanasios Giakalis, electo en nombre del Movimiento Socialista Panhelénico.

## Mayores ciudades
- Quíos (Χίος)
- Kaloní (Καλλονή)
- Karlovasia (Καρλόβασι)
- Mírina (Μύρινα)
- Mitilene (Μυτιλήνη)
- Omirúpolis (Ομηρούπολη)
- Pitagoria (Πυθαγόρειο)
- Vathí o Samos (Βαθύ)